# Sobel (Serra Leoa)
Sobel (portmanteau de soldado + rebelde) é um termo que tem sido usado dentro da política de Serra Leoa para se referir a membros do exército de Serra Leoa que cometeram ataques rebeldes. Em 1997, membros das forças armadas conhecidas como Conselho Revolucionário das Forças Armadas deram um golpe de Estado. Os militares, que lutavam contra insurgentes rebeldes conhecidos como Frente Revolucionária Unida, uniram forças com esses rebeldes e voltaram suas armas contra a população, com considerável perda de vidas e inúmeras atrocidades. No entanto, a prática de apoio militar aos rebeldes é anterior àquela época em que os soldados estavam envolvidos no fornecimento de armas e munições aos rebeldes já em 1993 e a palavra "sobel" apareceu em uso comum a partir de 1994.
Embora a fachada pública da Frente Revolucionária Unida fosse oposição ao governo corrupto, rapidamente se tornou mais um grupo de bandidos. Ao se opor inicialmente a Frente Revolucionária Unida, os militares realizaram inúmeras atrocidades contra civis em áreas rebeldes, incorrendo no ódio da população. De acordo com Feldman e Arrous, isso baixou ainda mais o moral entre os soldados e, combinado com as baixas rações do governo, convenceu os soldados, que eram chamados de "sobels" (em inglês:  "soldiers by day, rebels by night", "soldados de dia - rebeldes de noite") pelos aldeões afetados, a juntarem-se aos rebeldes. Esta foi também a época da luta por diamantes de sangue, quando se tornou lucrativo parecer estar servindo como soldados e, ao mesmo tempo, explorar os recursos minerais. A qualidade e a disciplina do exército declinaram depois de 1991, quando foi ampliado de 3.000 para 16.000 homens para combater a Frente Revolucionária Unida, com os recrutados não sendo devidamente selecionados e sem "senso de direção, ambição, disciplina ou lealdade".
Embora Serra Leoa seja a origem do neologismo “sobel”, situações semelhantes podem ser observadas em outras partes da África. Por exemplo, Feldman e Arrous destacam o papel dos combatentes tuaregues no Mali e no Níger. Os tratados de paz para acabar com as rebeliões tuaregues às vezes integraram os ex-rebeldes em exércitos nacionais. Em algumas ocasiões, esses rebeldes ficaram desencantados com o exército, resultando em sua deserção e retorno à condição de rebeldes.